# LkCa 15b

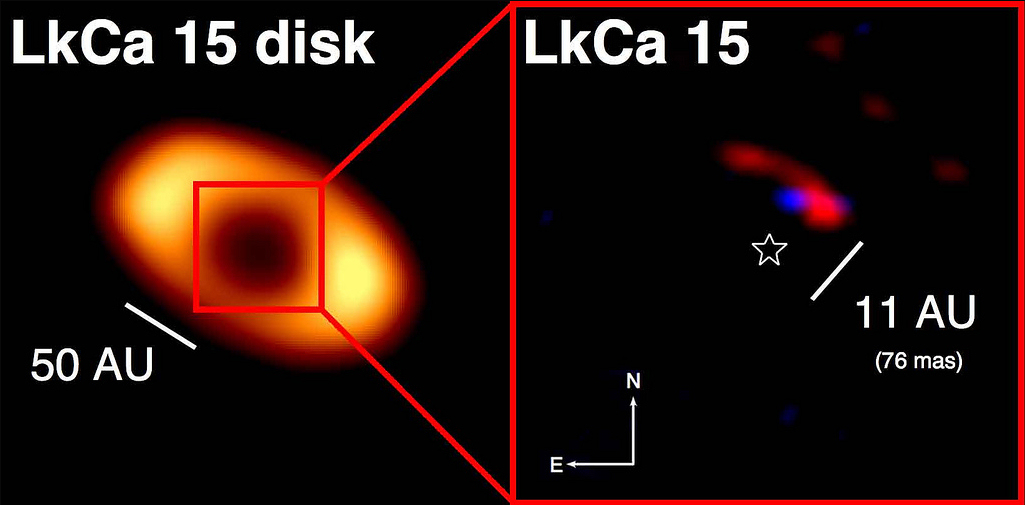
Links Transitional Disk mit einem staubfreien inneren Kern von 50 AE (engl. AU) Durchmesser,
rechts Bildausschnitt mit Planet LkCa 15b (blau), Staub und Gas (rot) sowie Standort des Sterns LkCa 15

LkCa 15b ist ein  etwa 450 Lichtjahre von der Erde entfernter extrasolarer Protoplanet. 

## Entdeckung
Das Himmelsobjekt LkCa 15b wurde im Jahr 2011 am Keck-Observatorium auf Hawaii von den Astronomen Adam Kraus vom Institute for Astronomy der University of Hawaii und Michael Ireland von der australischen Macquarie University entdeckt. Erst die Kombination von zwei Techniken zum Ausschluss des hellen Sternenlichts ermöglichte die direkte Beobachtung. Dies waren eine adaptive Optik am Teleskopspiegel unter Einsatz von leistungsfähigen Computern und die Nutzung einer speziellen Interferometrietechnik.
Später nahm eine internationale Gruppe von Astronomen um Stephanie Sallum von der University of Arizona weitere Beobachtungen am Himmelsobjekt vor.

## Beschreibung
LkCa 15b befindet sich innerhalb einer großräumigen Molekülwolke im Sternbild Stier. Diese etwa 450 Lichtjahre von der Erde entfernte Region ist die erdnächste Sternentstehungsregion. Dort bildet LkCa 15b mit den beiden Protoplaneten LkCa 15c sowie LkCa 15d ein Planetensystem. Zentralstern ist der mit etwa 2 Millionen Jahren noch junge Stern LkCa 15. Die Himmelsobjekte befinden sich im etwa 50 AE (Astronomische Einheit) großen, weitgehend staub- und gasfreien Inneren einer Transitional Disk. Laut den Astronomen belegen Infrarotbilder und die charakteristische Strahlung von 9700 °C heißem Wasserstoffgas (Wasserstoffglühen), dass eine Planetenbildung stattfindet. Es konnte das Leuchten von glühendem Staub nachgewiesen werden, der auf den Protoplaneten LkCa 15b fällt und ihn anwachsen lässt. Die Vorgänge wurden durch Langzeitbeobachtungen mit dem Large Binocular Telescope in Arizona und dem Magellan-Teleskop in Chile nachgewiesen. Laut dem Mitentdecker Adam Kraus handelt es sich bei LkCa 15b um einen von Staub und Gas umgebenen, Jupiter ähnlichen Gasplaneten. Den Messungen zufolge soll er ein erheblich stärkeres Magnetfeld als das von Jupiter aufweisen. Es sei etwa 20-mal so stark wie das Erdmagnetfeld.
LkCa 15b ist der erste und der jüngste beobachtete Exoplanet, der sich aufgrund von Akkretion noch in der Entstehung befindet. Durch weitere Beobachtung des Planeten wollen die Astronomen Theorien zur Planetenentstehung überprüfen.